# 20288 Nachbaur
20288 Nachbaur è un asteroide della fascia principale. Scoperto nel 1998, presenta un'orbita caratterizzata da un semiasse maggiore pari a 2,3886733 UA e da un'eccentricità di 0,1556674, inclinata di 1,74021° rispetto all'eclittica.